# Szent Gróth Termálfürdő és Szabadidőközpont
Koordináták: é. sz. 46° 58′ 11″, k. h. 17° 03′ 31″46.969722°N 17.058611°E
A Szent Gróth Termálfürdő Zalaszentgrót ezredforduló környékén megnyitott fürdője.

## Fekvése
A létesítmény Zalaszentgrót Tüskeszentpéter városrészétől északra, természeti környezetben, a Zala völgyében fekszik. A szőlődombok lábánál található fürdőt a Zala rétje mellett ligeterdő és tavak környékezik.

## Története
Zalaszentgróton korábban a Batthyány-kastély és a Zala folyó között az 1980-as években rövid ideig strandként működött két medence, ezek azonban idővel bezártak. Az új helyszín a városmagtól távolabbra került, ahol többek között nagyobb tér nyílott a lehetséges későbbi fejlesztéseknek. Az 1998-ban termálvizet eredményező kutatófúrások után a Szent Gróth Termálfürdő és Szabadidőközpont első, kültéri medencéket, azok kiszolgálóegységeit és egy nagy parkolót magában foglaló üteme 2001-ben nyitotta meg a kapuit. A fürdő később újabb európai uniós pályázati támogatás segítségével egy négymedencés fedett résszel, szaunákkal, gőzkabinnal, fitneszteremmel és csúszdával is gazdagodott. 
A víz különleges minőségére utal, hogy az egyik multinacionális üdítőitalgyár NaturAqua néven forgalmazott ásványvize is ugyanebből a vízbázisból származik.

## Szolgáltatások
5 szabadtéri (két ülőpados, egy úszó és két gyermekmedence), 4 fedett medence (egy ülő-, úszó- és egy tanmedence, a gyermekeknek pancsoló), valamint egy csúszdás élménymedence várja a vendégeket. A teljes vízfelület meghaladja az 1100 négyzetmétert. 
A fürdőzés mellett masszázs, 2 25 fős szauna, 12 személyes gőzkabin és fitneszterem is a látogatók rendelkezésére áll. Étkezni a büfékben lehet. 
A teljes kikapcsolódást az 1-1 foci- és strandröplabda pálya, 2-2 kosár- és teniszpálya, játszótér, lengőteke és a fürdő melletti 3 horgásztó is elősegíti. 
A fürdőben úszásoktatást is tartanak, illetve táborokat és egyéb, köztük zenés rendezvényeket is szerveznek.